# Guilherme de Conches
Guilherme de Conches (Guilelmus de Conchis, em latim; nasceu cerca de 1080/1090 em Conches-en-Ouche, na Normandia; faleceu depois de 1154) foi um filósofo escolástico francês que procurou alargar a perspectiva do humanismo cristão ao estudar obras seculares dos clássicos e fomentando a ciência empírica. Foi um destacado membro da Escola de Chartres tendo sido considerado por João de Salisbury,  bispo de Chartres e seu antigo aluno, o gramático mais talentoso a seguir a Bernardo de Chartres.

## Vida
Guilherme nasceu em Conches, Normandia. A sua atividade de ensino decorreu entre c. 1120-1154, e por volta de 1145 ele tornou-se o tutor de Henrique Plantageneta. É possível, mas incerto, que ele esteve a leccionar em Chartres antes disso. Avisado por um amigo do perigo implícito no seu realismo platónico tal como o aplicou à teologia, passou a estudar a filosofia islâmica e a  ciência física. É incerto quando e onde tenha morrido.
Guilherme dedicou muito do seu estudo à cosmologia e psicologia. Tendo sido estudante de Bernardo de Chartres, é exemplo do humanismo característico, de tendência para o Platonismo, e do gosto pela ciência natural que distinguem os de "Chartres". Ele é um dos primeiros filósofos cristãos medievais a aproveitar os conhecimentos da física e psicologia islâmica, a que ele teve acesso nas traduções de Constantino, o Africano.
Guilherme de Saint-Thierry, que também havia apoiado Bernardo de Claraval a acusar Abelardo, atacou a obra De philosophia mundi de Guilherme por ter uma visão modalista da Santíssima Trindade, o que levou a que Guilherme procedesse à revisão de partes controversas no Dragmaticon.

## Obras
Não existe unanimidade acerca da autoria das obras atribuídas a Guilherme de Conches, sendo provável, no entanto, que ele tenha escrito o enciclopédico De philosophia mundi (ou Philosophia) e o diálogo que está relacionado com o anterior Dragmaticon, bem como comentários sobre Timeu de Platão, A Consolação da Filosofia de Boécio, Institutiones grammaticae de Prisciano e sobre Comentário sobre o "Sonho de Cipião" de Macróbio.
Guilherme também foi provavelmente o autor do tratado Magna de naturis philosophia que se perdeu.
A obra sobre ética Moralium dogma philosophorum foi-lhe atribuída nos anos 1920s, mas a autoria desta obra deixou de ser-lhe atribuída presentemente pela maioria dos estudiosos.

## De philosophia mundi
De philosophia mundi está dividida em quatro livros, tratando da física, astronomia, geografia, meteorologia e medicina.
Guilherme explica que o mundo é composto de elementos (elementa), que ele define como "as mais simples e mais pequenas partes de qualquer corpo — mais simples na qualidade, mais pequenas na quantidade". Ele identifica os elementos com os quatro elementos clássicos (fogo, ar, água, terra), mas (seguindo Constantino, o Africano) não como eles eram entendidos, uma vez que como tal não são nem simples em qualidade nem mínimos na quantidade: a terra, por exemplo, contém algo quente, algo frio, algo seco e algo húmido, tudo ao mesmo tempo. Os elementos puros não podem ser apercebidos, diz Guilherme, a não ser pela razão, por meio de uma divisão abstrata dos corpos sensíveis. Cada um desses elementos puros tem duas das quatro qualidades básicas: a terra é fria e seca, a água é fria e húmida, o ar é quente e húmido e o fogo é quente e seco. Os elementos perceptíveis, chamados elementata, são feitos de elementos puros: a terra sensível especialmente de pura terra, a água sensível especialmente de água pura, etc..
O estudo da meteorologia inclui uma descrição do ar que se torna menos denso e mais frio com o aumento da altitude, e Guilherme tenta explicar a circulação do ar em ligação com a circulação dos oceanos. O estudo da medicina trata principalmente da procriação e do parto. Esta obra influenciou Jean de Meung, o autor da segunda parte de Roman de la Rose.

## Edições e traduções
- De philosophia mundi foi atibuido a Beda na Patrologia Latina, vol. 90, de autoria de Honorius Augustodunensis no vol. 172.
- Gregor Maurach, ed., Philosophia Mundi; Wilhelm von Conches: Ausgabe des 1. Buchs von Wilhelm von Conches Philosophia. Pretoria: Universidade da África do Sul, 1974.
- Marco Albertazzi, ed., Philosophia. Lavis: La Finestra, 2010. ISBN 978-88-95925-13-4
- Paul Edward Dutton, ed., Philosophia (Universidade de Simon Fraser)
- Édouard Jeauneau, ed., Glosae super Platonem. Paris: Vrin, 1965. ISBN 2-7116-0336-9
- Édouard Jeauneau, ed., Glosae super Platonem, Corpus Christianorum Continuatio Mediaevalis 203. Turnhout: Brepols, 2006 (nova edição revista)
- Lodi Nauta, ed., Guillelmi de Conchis Glosae super Boetium, Corpus Christianorum Continuatio Mediaevalis 158. Turnhout: Brepols, 1999. ISBN 2-503-04581-2; ISBN 2-503-04582-0
- Bradford Wilson, ed. Glosae in Iuvenalem Paris: Vrin, 1980.
- Helen Rodnite Lemay, ed., Glosae super Macrobium (State University of New York at Stony Brook)
- Irene Caiazzo, ed., Glosae super Priscianum (CNRS, Paris)
- Italo Ronca, ed., Guillelmi de Conchis Dragmaticon, Corpus Christianorum Continuatio Mediaevalis, 152. Turnhout: Brepols, 1997. ISBN 2-503-04521-9; ISBN 2-503-04522-7
- William of Conches, A Dialogue on Natural Philosophy (Dragmaticon Philosophiae), tradução para inglês com introdução de Italo Ronca e Matthew Curr, Notre Dame, Ind.: University of Notre Dame Press, 1997

### Leituras adicionais
- Peter Ellard, The Sacred Cosmos: Theological, Philosophical, and Scientific Conversations in the Twelfth Century School of Chartres, University of Scranton Press, 2007